# Mustang (Oklahoma)
Mustang é uma cidade localizada no estado norte-americano de Oklahoma, no Condado de Canadian.

## Demografia
Segundo o censo norte-americano de 2000, a sua população era de 13.156 habitantes.
Em 2006, foi estimada uma população de 16.443, um aumento de 3287 (25.0%).

## Geografia
De acordo com o United States Census Bureau tem uma área de
31,2 km², dos quais 31,1 km² cobertos por terra e 0,1 km² cobertos por água.

## Localidades na vizinhança
O diagrama seguinte representa as localidades num raio de 20 km ao redor de Mustang.